# Блэк, Кристина
Кристина Блэк (англ. Cristina Black) — американская певица, автор песен, писательница, журналистка, музыкант. Пишет публикации для газет Нью-Йорка и Лос-Анджелеса. В 2010 году вышел дебютный альбом The Ditty Sessions. Её музыка прозвучала в телесериале «Родители». Сотрудничала с вокалистом групп Big Star и Box Tops Алексом Чилтоном, появившемся незадолго до своей смерти на мини-альбоме Блэк, The Ditty Sessions.

## Биография
Родилась и выросла в Питтсбурге, в Пенсильвании. Обучалась игре на фортепиано и на арфе. Позже перебралась в Новый Орлеан. В середине 2000-х годов переехала в Нью-Йорк, где научилась играть на баритон-укулеле от Майкла Левитона и стала сочинять свои песни. В настоящее время она проживает в Лос-Анджелесе.
Писала статьи для таких изданий как, The Village Voice, Nylon, Dazed & Confused, Time Out New York, LA Weekly и Foam. Выступила автором рецензий на таких исполнителей как, Адель, Кендрик Ламар, Люкке Ли, Джек Уайт, Пинк, Лайонел Ричи и Ник Кейв.
Как музыканта, Блэк часто сравнивают с Нико за её вокальные данные и с Джони Митчелл в качестве автора песен. Сотрудничала с музыкантом группы Galactic, Беном Эллманом. Сотрудничала с Алексом МакМюрреем из сериала HBO Тримей, клавишником Maelstrom Trio Брайаном Куганом и позже с вокалистом Box Tops и Big Star, Алексом Чилтоном. Композиция Блэк «Drunk Rich People» прозвучала в семейной драме NBC «Родители» во 2 сезоне, 13 серии, премьера которой состоялась 18 января 2011 года.

## Дискография

### Мини-альбом
11 марта 2010 года Блэк выпустила свой дебютный мини-альбом, The Ditty Sessions, записанный в сентябре 2009 года в Number C Studios в Новом Орлеане, домашней студии группы Galactic, где также записывался и альбом Trombone Shorty, Backatown.
На The Ditty Sessions в качестве гостей отметились Алекс МакМюррей на гитаре, Брайан Куган на Wurlitzer и на Хаммонд B3, и Алекс Чилтон на басу. Это стало последней студийной записью в жизни Чилтона; 17 марта 2010 года он скончался. Звукоинженером записи выступил Бен Эллман.
Некоторые песни, вошедшие в мини-альбом были вохновлены ураганом «Катрина». «Можно смело сказать, что этот альбом не вышел бы, если бы „Катрина“ не обрушился на Новый Орлеан.», сказала Блэк.
- The Ditty Sessions (Cristina Black, 2010)

### Синглы
2 августа 2013 года Блэк выпустила сингл «Summer’s Over». Продюсером трека выступил Роб Лоуфер, известный по своей работе с Фионой Эппл и Блэк Фрэнсисом.
21 ноября 2011 года вышел сингл «When I Think of Christmas». Продюсером песни выступил Льюис Пейсаков, работавший ранее над альбомом Best Coast Crazy for You.
- Summer’s Over (Cristina Black, 2013)
- When I Think of Christmas (White Iris Records, 2011)